# Alexander Calder

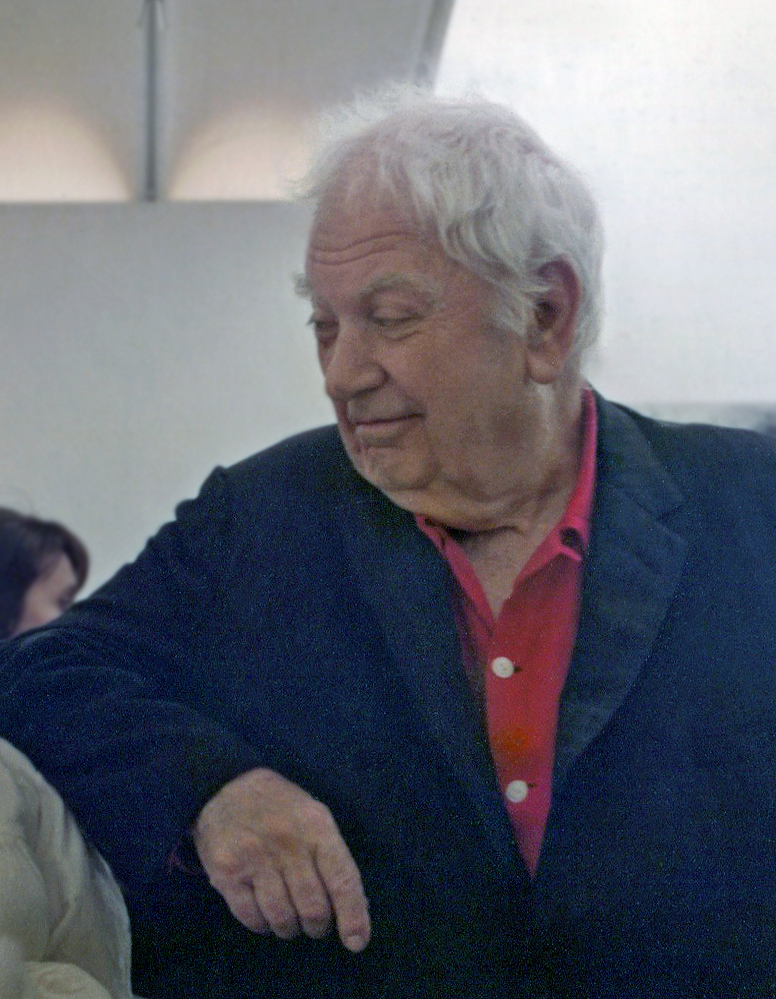
Portret van Alexander Calder, 1968

Alexander Calder (Lawnton, 22 juli 1898 – New York, 11 november 1976) was een Amerikaanse beeldhouwer die een grote bekendheid verwierf vanwege zijn innovatieve mobiles en monumentale publieke sculpturen. Hij introduceerde beweging, abstractie en surrealistische elementen in zijn werk en bracht daarmee vernieuwing in de kinetische kunst.

## Leven en werk
Alexander Calder stamde uit een beeldhouwersfamilie: zijn grootvader Alexander Milne Calder (afkomstig uit Schotland) heeft de 250 figuren van de Philadelphia City Hall in Philadelphia gebeeldhouwd en ook zijn vader, Alexander Stirling Calder, was een gerenommeerd beeldhouwer. 
Alexander Calder begon als autodidact en vertrok in 1926 naar Parijs. Hier bezocht hij de Académie de la Grande Chaumière en leerde hij avant-gardistische tijdgenoten als Joan Miró, Hans Arp, Piet Mondriaan, Theo van Doesburg en Marcel Duchamp kennen.

In 1929 ontmoette Calder tijdens een reis naar New York zijn toekomstige echtgenote, Louisa James, een achternicht van de schrijver Henry James. Zij trouwden in 1931.
Uit een ontmoeting in 1930 met Piet Mondriaan in diens Parijse studio ontstonden zijn eerste mobiles, die ogenschijnlijk niet aan de wetten van de zwaartekracht onderworpen waren. Met deze mobiles werd hij uiteindelijk bekend en in 1931 had hij zijn eerste grote tentoonstelling in Parijs. Hij was lid van de kunstenaarsgroep Abstraction-Création, die invloed had op zijn ontwikkeling richting abstractie. In 1934 creëerde Calder zijn eerste voor de buitenruimte geconstrueerde mobile. Daarnaast maakte hij zijn eerste grote abstracte beeldhouwwerken. Deze noemde hij op aanraden van Arp stabiles, om een onderscheid te maken met de mobiles. Voor hem was het belangrijk, daarin gestimuleerd door Marcel Duchamp en anderen, om abstractie en beweging te verbinden. Zo maakte hij naast mobiles, die door luchtcirculatie bewogen werden, door motoren aangedreven beelden. Een dergelijke stabile was Verbogen propeller, die vanaf 1970 werd geëxposeerd op het voormalige World Trade Center in New York. 
Voor de Wereldtentoonstelling van 1937 in Parijs bouwde hij een kwikfontein ter herinnering aan de slachtoffers van de kwikmijnbouw. De fontein bevindt zich sinds 1976 in het museum Fundació Joan Miró in Barcelona. Ook heeft Calder sieraden vervaardigd.
Calder wordt gerekend tot de belangrijkste vertegenwoordigers van de kinetische kunst. Het levenslange contact met zijn vriend Joan Miró beïnvloedde zijn kunstenaarschap.

## Lijst van werken in Europa

### België
- The Whirling Ear, 1957-1958, Kunstberg, Brussel (geplaatst 1997)[1]
- The Dog, 1958, beeldenpark Openluchtmuseum voor beeldhouwkunst Middelheim, Antwerpen

### Denemarken
- Slender Ribs, 1963, beeldentuin van het Louisiana Museum, Humlebæk
- Little Janey Waney, 1976, beeldentuin van het Louisiana Museum, Humlebæk
- Almost Snow Plow, 1976, beeldentuin van het Louisiana Museum, Humlebæk

### Duitsland
- Hextopus, 1955, Amerikaans consulaat, Frankfurt am Main
- Les Triangles, 1963, Museum Ostwall, Dortmund
- Têtes et Queue, 1965, Neue Nationalgalerie, Berlijn
- Pointes et Courbes, 1970, Skulpturengarten Museum Abteiberg, Mönchengladbach
- Le Hallebardier, 1971, Sprengel Museum Hannover, Hannover
- Cinq Pics, 1972, Museum Insel Hombroich, Neuss
- Crinkly avec disc rouge, 1973, Schlossplatz, Stuttgart

### Frankrijk
- L' Empennage (Airplane Tail), 1953, Fondation Maeght, Saint-Paul-de-Vence
- La Spirale, 1958, UNESCO, Parijs
- Les trois ailes (The Three Wings), 1963, Musée d'art Moderne, Saint-Étienne
- Les Renforts (The Reinforcements), 1963, Fondation Maeght, Saint-Paul-de-Vence
- Guillotine pour huit (Guillotine for Eight), 1963, Lille Métropole Museum voor Moderne kunst, Hedendaagse kunst en Art brut, Villeneuve-d'Ascq
- Caliban, 1964, Maison de la Culture de Bourges, Bourges
- Nageoire (Fin), 1964, Musée National d'Art Moderne, Centre Georges Pompidou, Parijs
- Monsieur Loyal (Mr. Loyal), 1967, beeldenpark, Musée de Grenoble, Grenoble
- Les ailes brisées (The Broken Wings), 1967, Saint Exupéry College, Perpignan
- Trois pics (Three Peaks), 1967, Station Grenoble, Grenoble
- Crinkly, 1969, Île d'Or, Amboise
- Reims croix du sud (Southern Cross of Reims), 1969, Lille Métropole Museum voor Moderne kunst, Hedendaagse kunst en Art brut, Villeneuve-d'Ascq
- Stabile-mobile, 1970, Théâtre National de Nice/Musée d'Art Moderne et d'Art Contemporain, Nice
- Totem-Saché, 1974, Saché
- L'araignée rouge (The Red Spider), 1976, Place de la Défense, La Défense, Courbevoie
- onbekend, donjon de Vez (The Keep of Vez), Vez

### Italië
- Teodelapio, 1962, Piazzale Giovanni Polvani, Spoleto
- Sabot, 1963, Sculpture Garden, Peggy Guggenheim Collection, Venetië

### Ierland
- Cactus provisoire, 1967, Trinity College, Dublin

### Nederland
- Le Tamanoir, 1963,[2], deelgemeente Hoogvliet, Rotterdam, onderdeel van de Internationale Beelden Collectie

### Portugal
- Untitled, 1968, Centro Cultural de Belém, Lissabon

### Spanje
- Quatre ailes (Four Wings), 1972, Fundació Joan Miró, Barcelona
- onbekend, Central Patio, Museo Nacional Centro de Arte Reina Sofía, Madrid

### Zweden
- The Four Elements, 1938/1961, Moderna Museet, Stockholm
- Three Wings, 1963, Göteborg

## Tentoonstellingen (selectie)
- 1965 - internationale beeldententoonstelling bij honderdjarig bestaan Vondelpark, Amsterdam
- 1972 - Sieraad 1900-1972, De Zonnehof, Amersfoort
- 2000 - Het versierde ego, het kunstjuweel in de 20ste eeuw, Koningin Fabiolazaal, Antwerpen
- 2012 - Alexander Calder - De grote ontdekking, Gemeentemuseum Den Haag[3][4]
- 2013 - Alexander Calder - Avantgarde in Bewegung, Kunstsammlung Nordrhein-Westfalen, Düsseldorf
- 2014 - Alexander Calder, Rijksmuseumtuinen Rijksmuseum Amsterdam

## Foto's

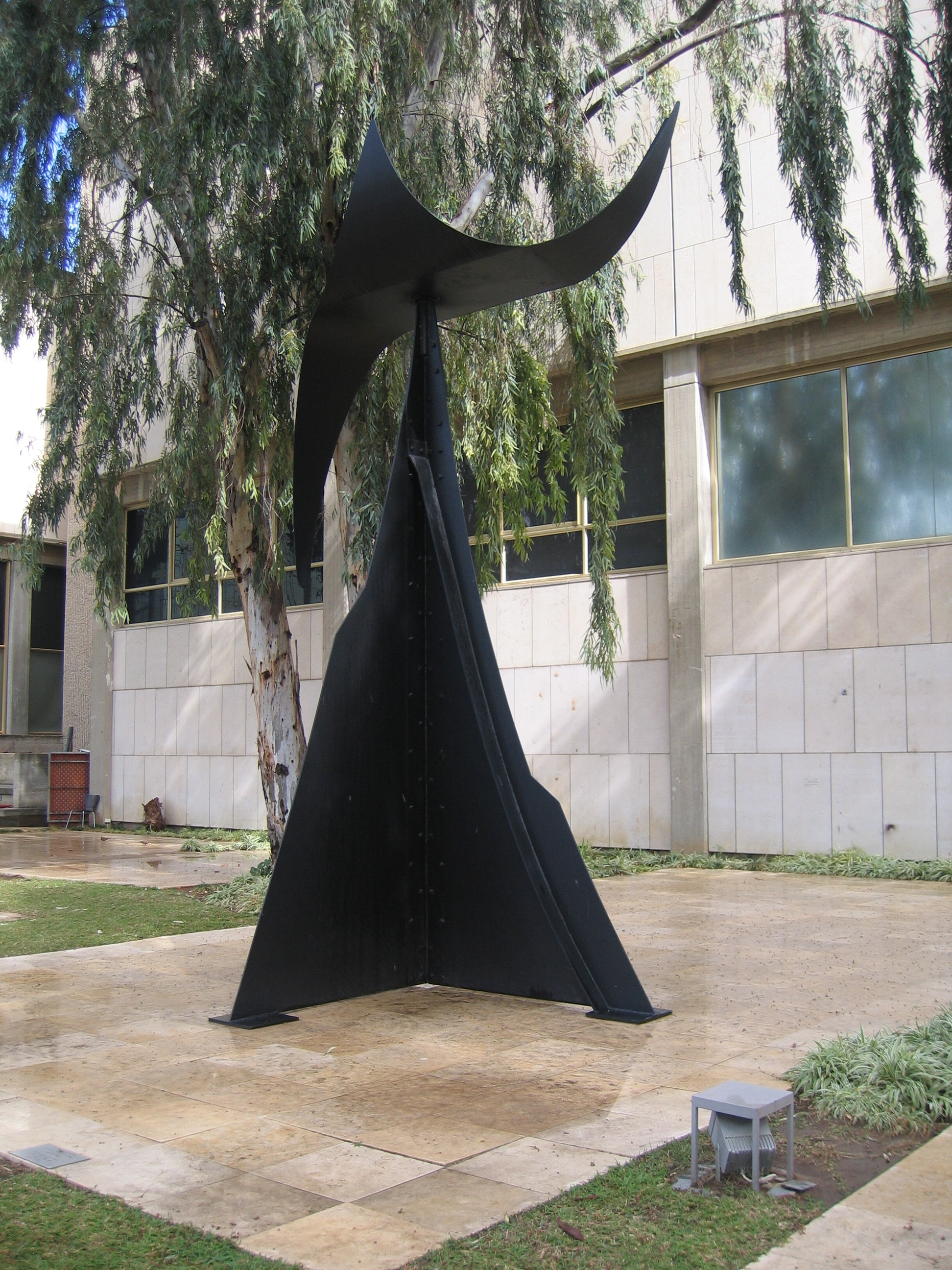
Feuille d'Arbre, 1974, The Lola Beer Ebner Sculpture Garden
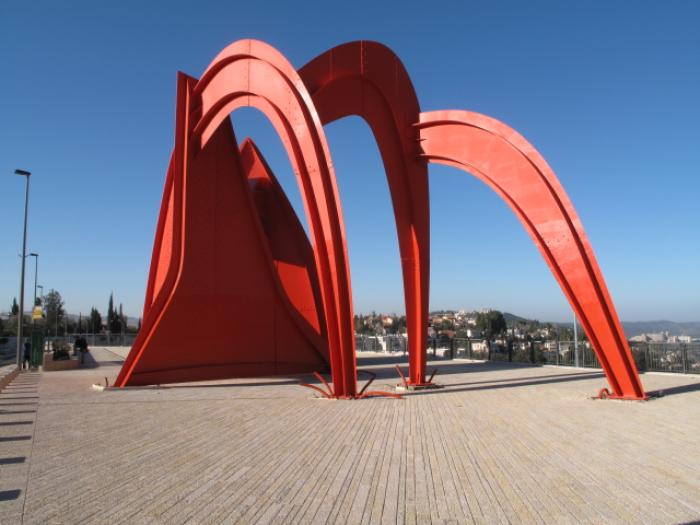
Stabile Homage to Jerusalem, 1977, Mount Herzl
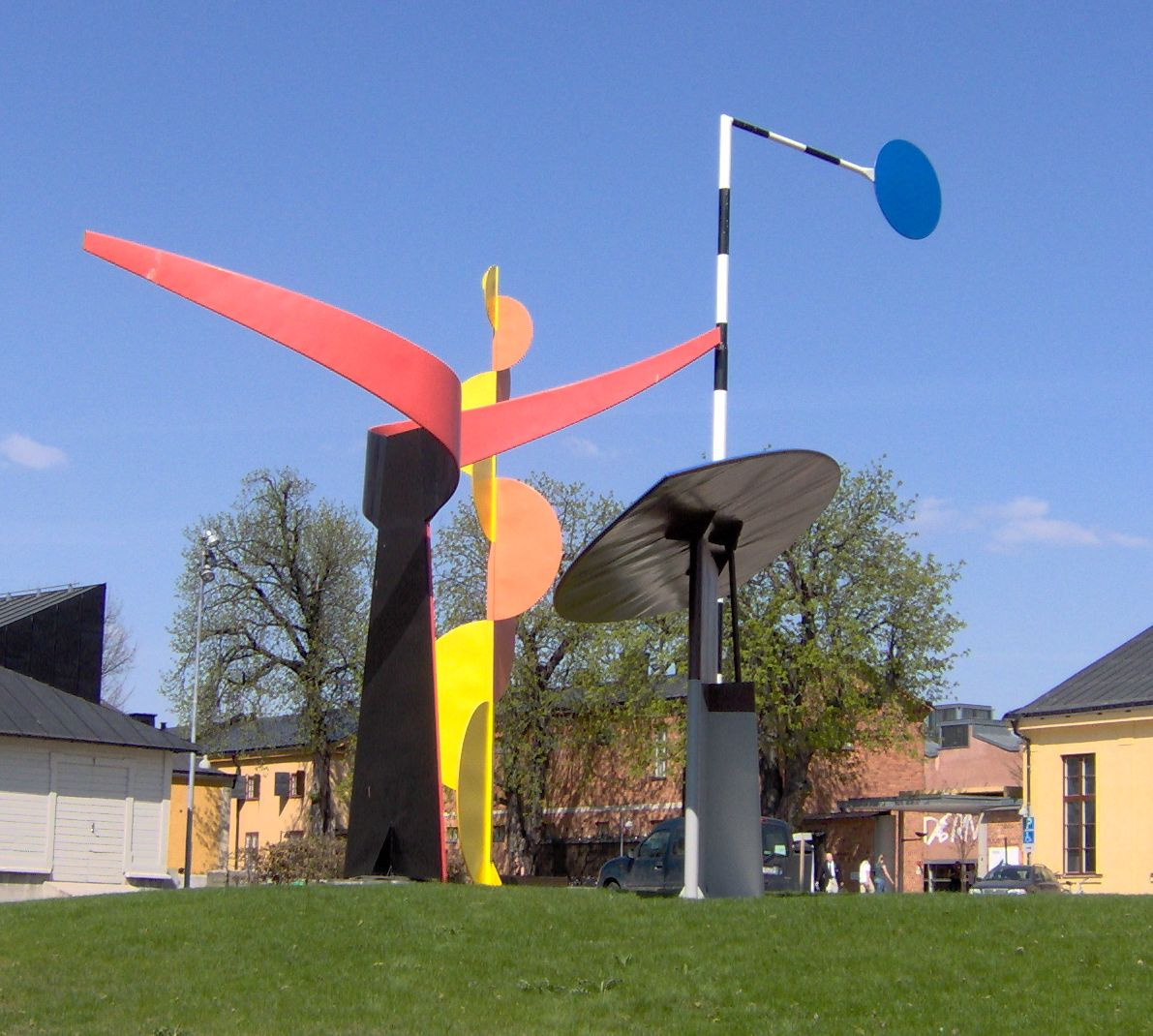
Moderna Museet, Stockholm Zweden
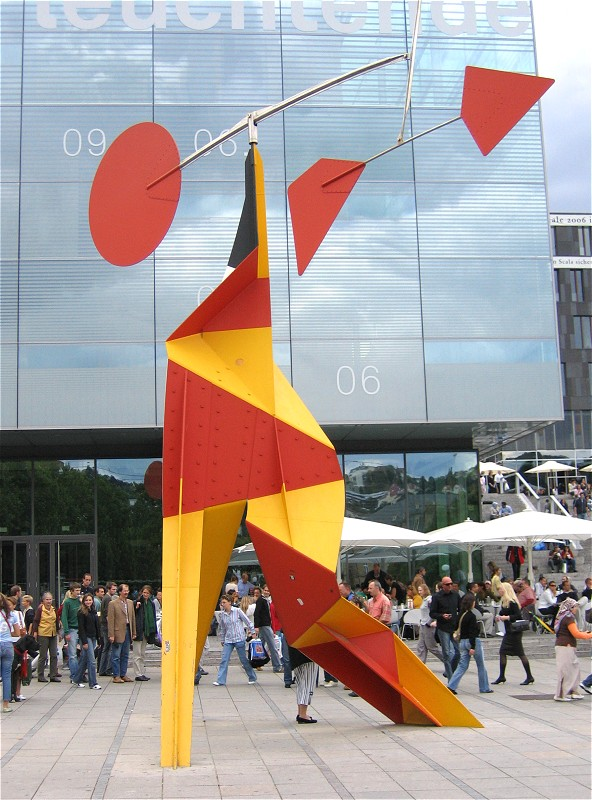
Crinkly avec disc rouge, 1973, Stuttgart
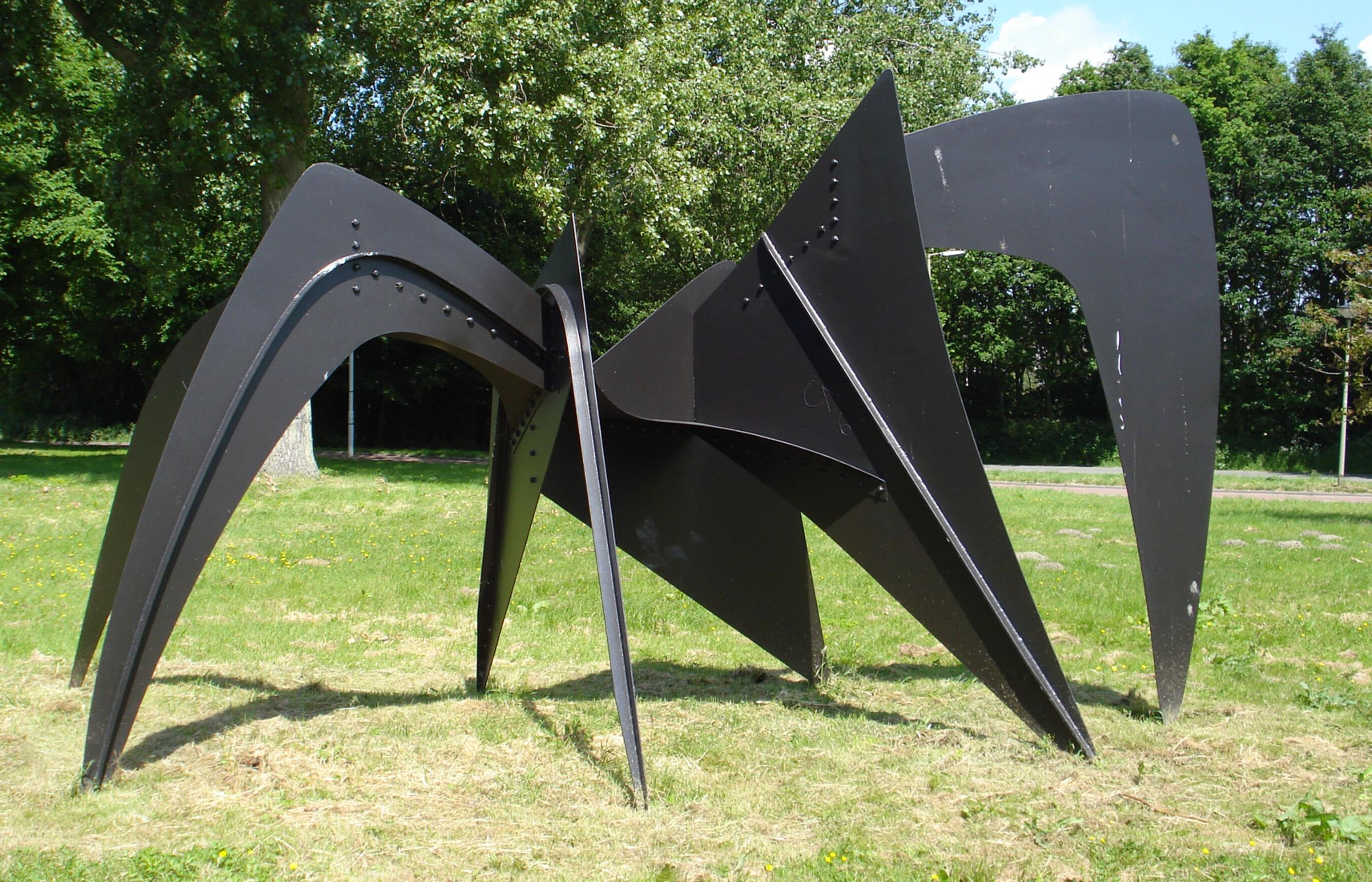
Le Tamanoir, 1963, Rotterdam
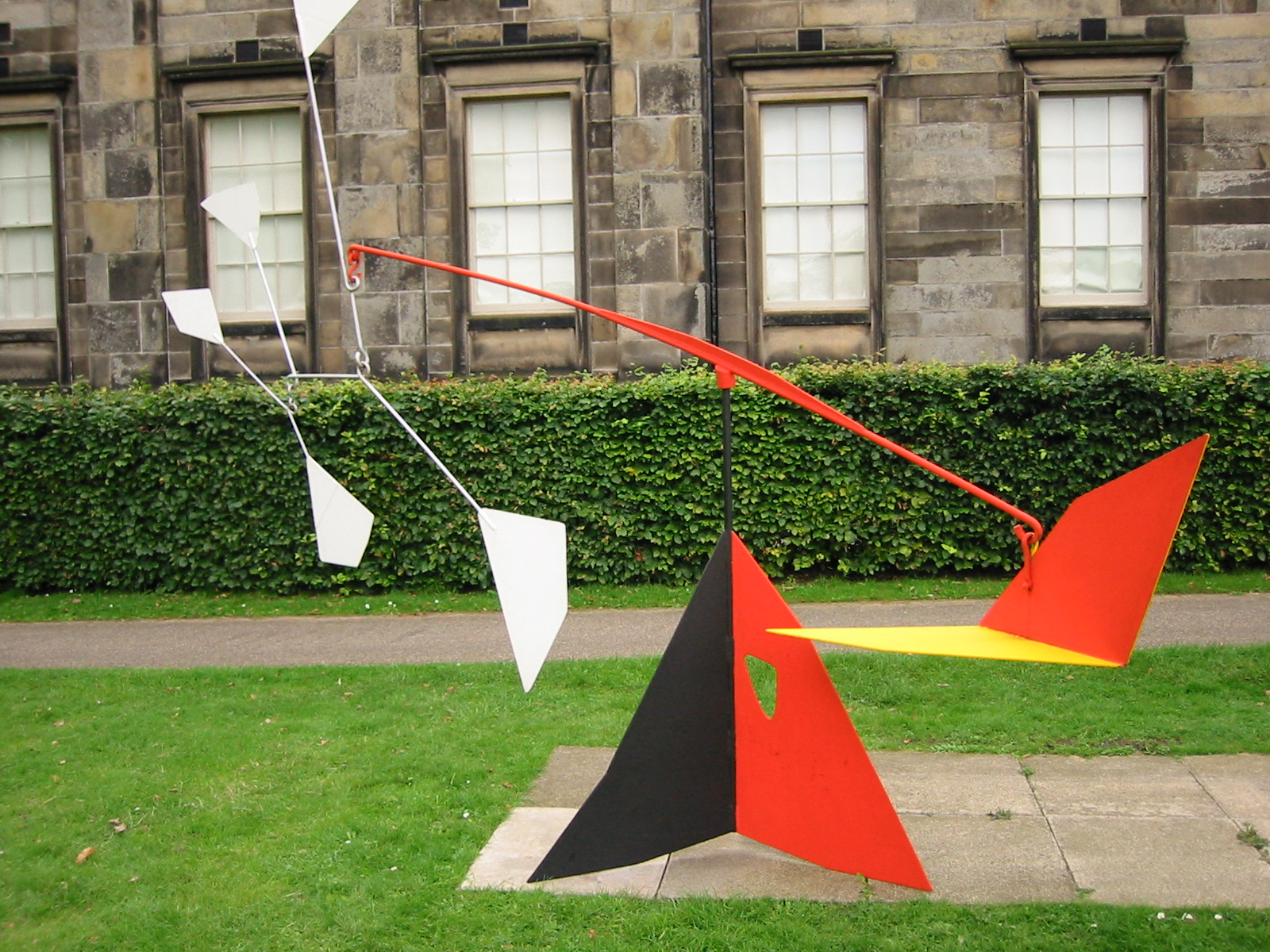
L'Empennage, 1953
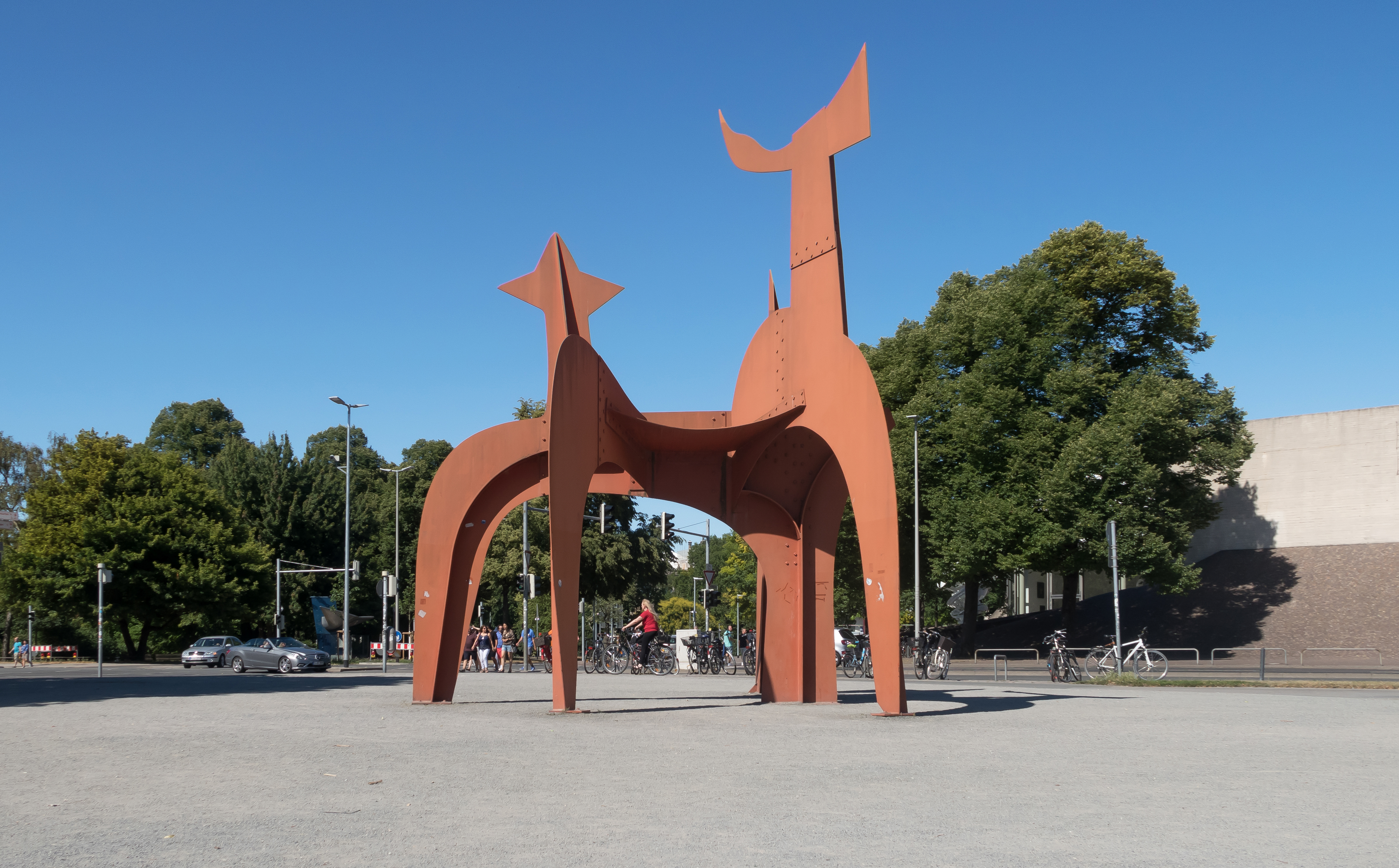
Le Hellebardier, 1971
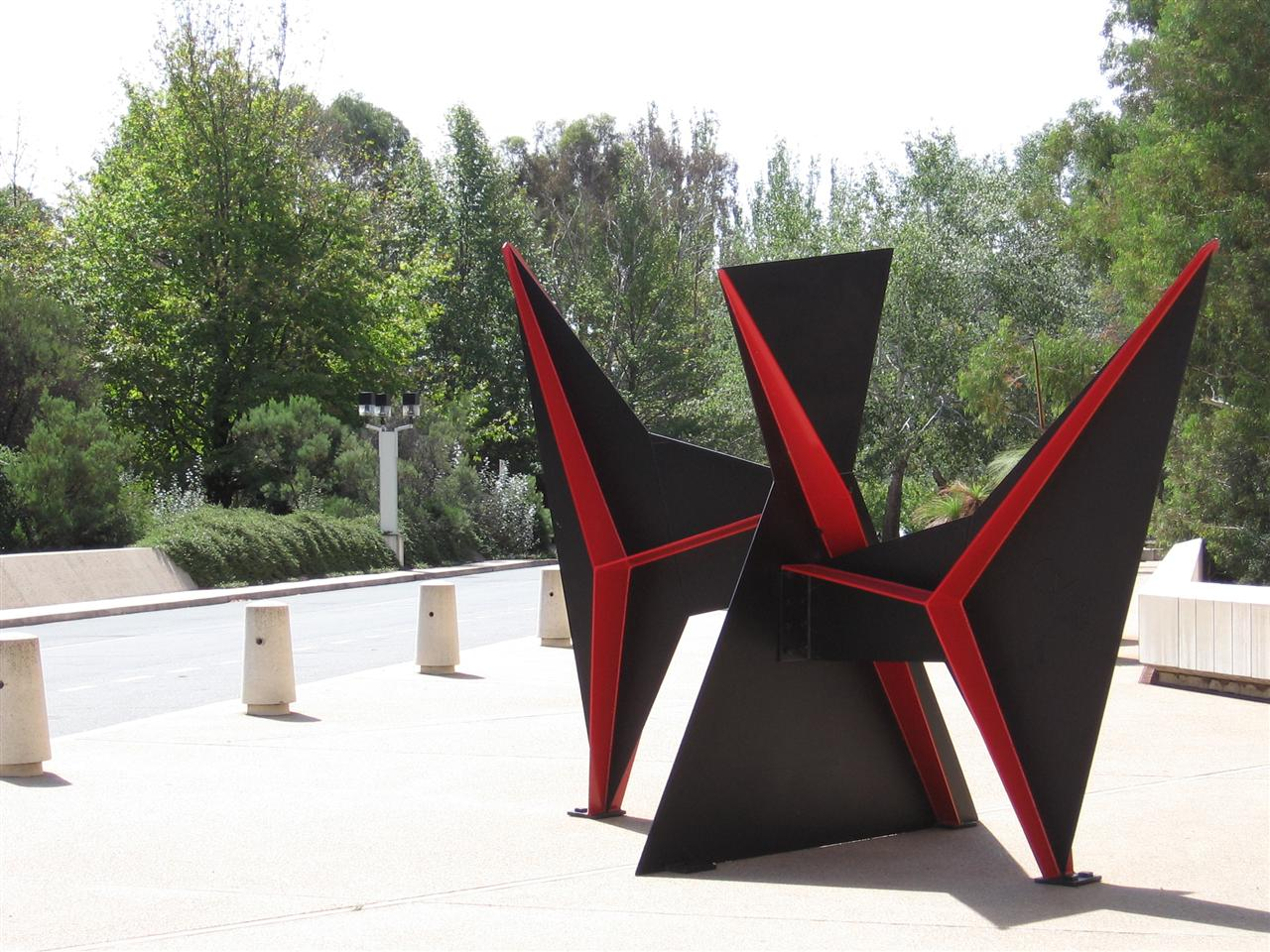
Bobine, 1970, National Gallery of Australia
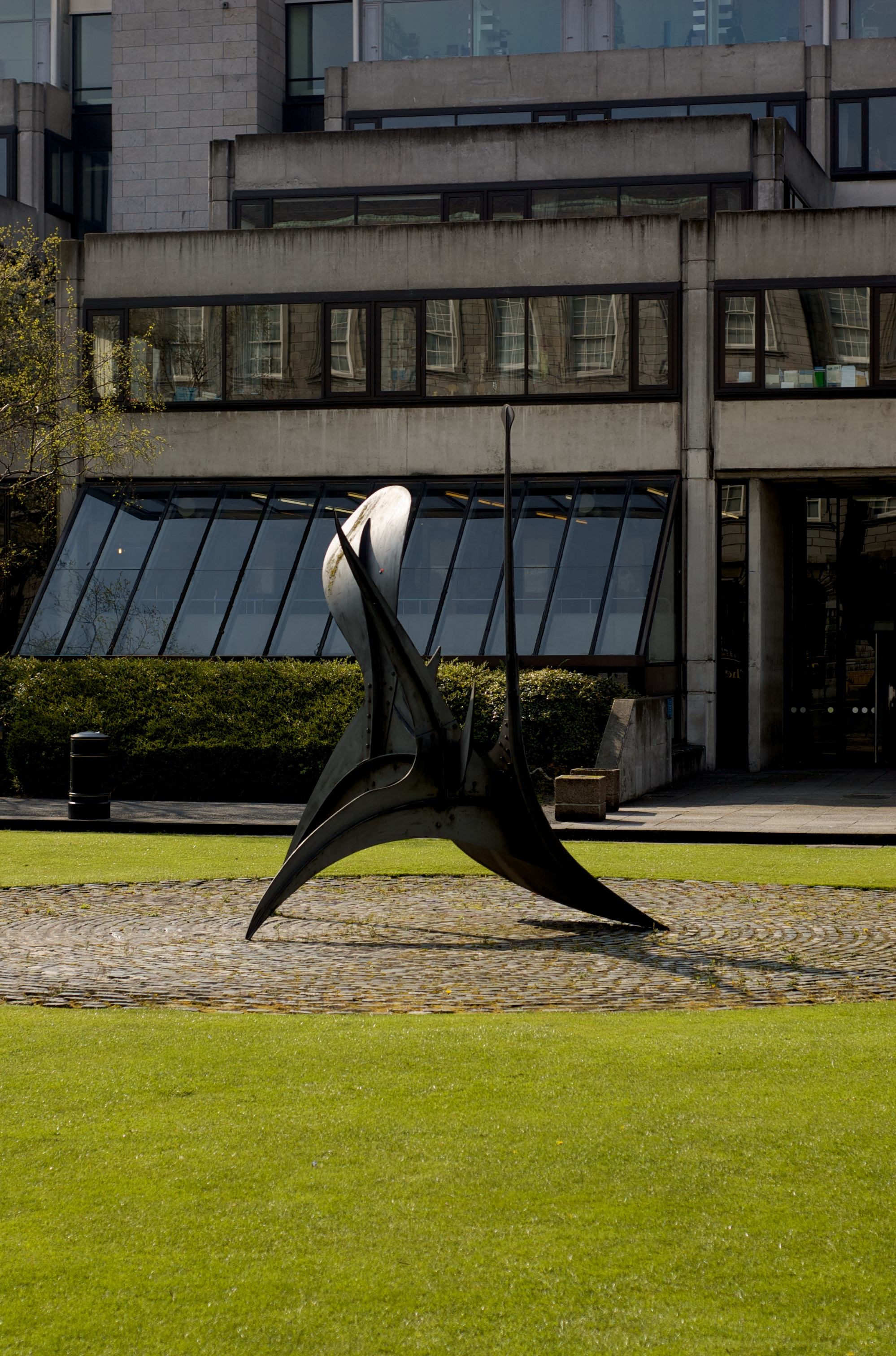
Cactus provisoire, 1967 in Dublin
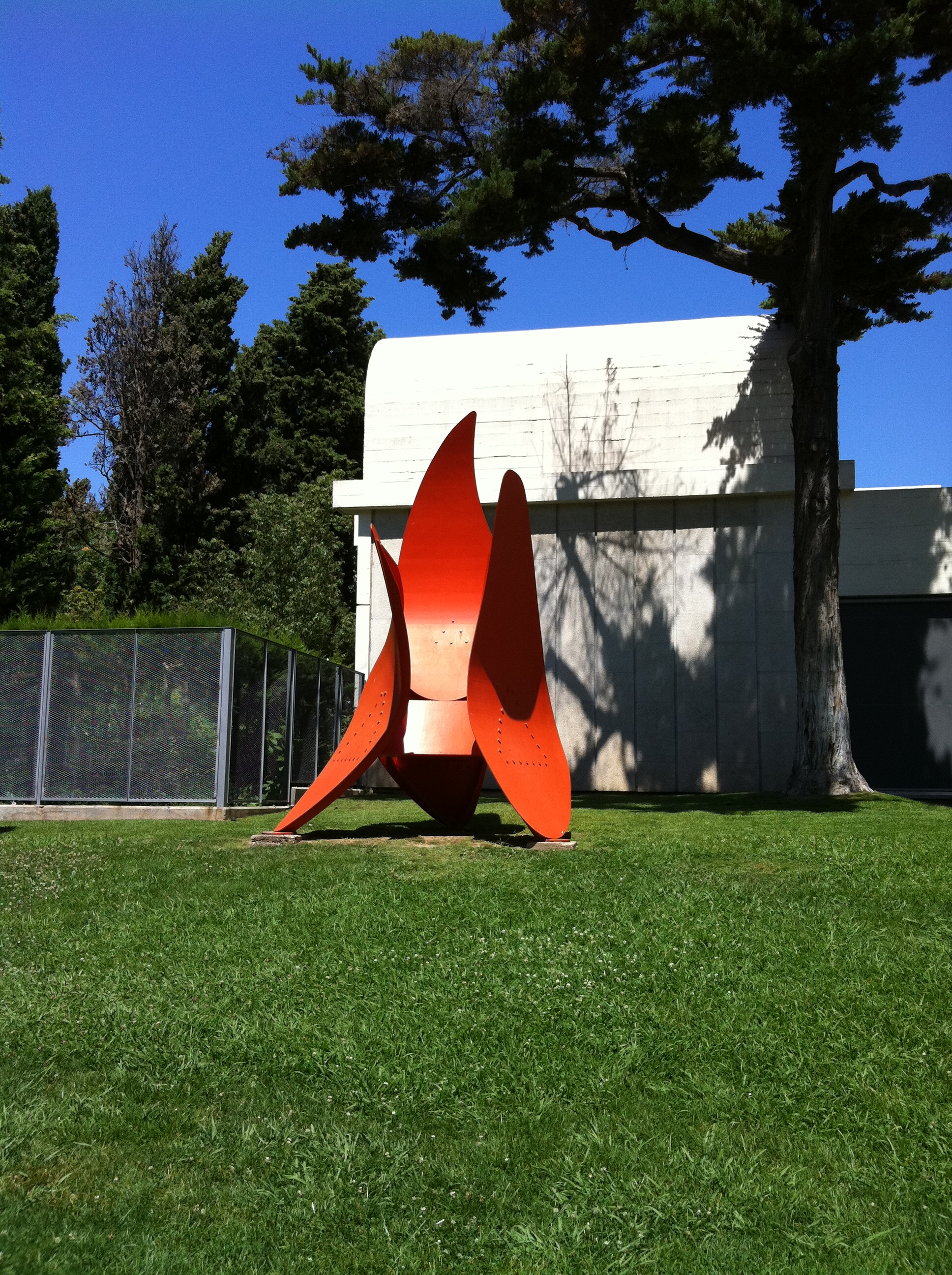
Quatre ailes (Four Wings), 1972, Fundació Joan Miró, Barcelona